# Kraljevec na Sutli

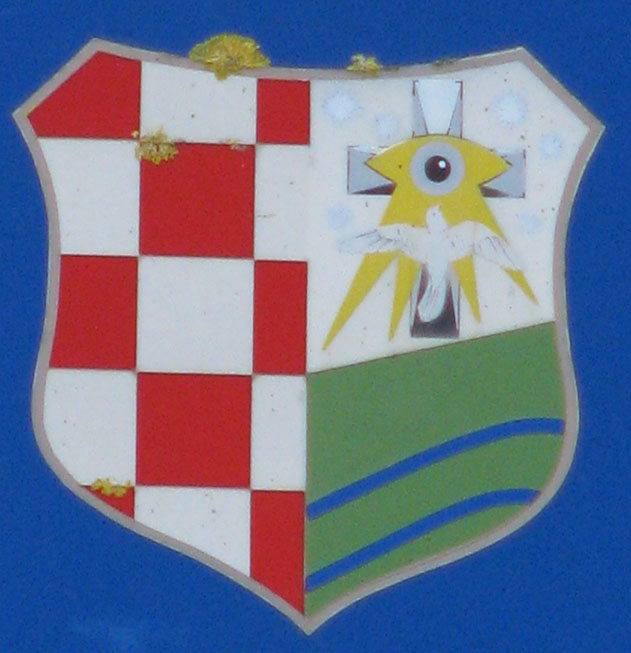
Kommunvapen

Kraljevec na Sutli är en by och kommun vid slovenska gränsen i Krapina-Zagorjes län i regionen Zagorje i norra Kroatien. 2001 hade byn 1 815 invånare.